# Sesto Giulio Severo
Sesto Giulio Severo, nome completo Gneo Minicio Faustino Sesto Giulio Severo (latino: Gnaeus Minicius Faustinus Sextus Iulius Severus; fl. 120-135), è stato un politico e militare romano sotto l'imperatore Adriano.

## Biografia
Severo era un patrizio che tra il 120 e il 126 ricoprì diversi incarichi militari in Pannonia superiore, durante i quali dimostrò le sue qualità di stratega. Nel 126 fu nominato governatore della Dacia superiore, nel 127 fu console suffetto e, dal 128 al 131 circa, governò la Mesia inferiore, per poi diventare governatore della Britannia romana tra il 131 ed il 133. Durante il suo mandato proseguì la costruzione del Vallo di Adriano: Frontone afferma che in quel periodo vi furono molte vittime, suggerendo che vi furono degli scontri durante la costruzione, forse perché antiche vie commerciali furono interrotte dal vallo, e non stupisce dunque che Adriano abbia inviato a governare la regione uno dei suoi migliori comandanti militari.
Tra la fine del 134 e l'inizio del 135, Severo fu nominato legatus Augusti pro praetore per la Giudea. Anche in questo caso la scelta fu dovuta probabilmente alle sue capacità di generale: nel 132, sotto il suo predecessore Quinto Tineio Rufo, era scoppiata una rivolta, nota come terza guerra giudaica; Tineio era stato in grado di circoscrivere la rivolta, ma i Giudei, guidati da Simon Bar Kokheba, mantennero il controllo di Gerusalemme. Adriano inviò allora Severo ed altri dei suoi migliori generali in Giudea: Severo strappò Gerusalemme agli insorti nel 135, poi assediò il forte di Betar, dove Bar Kokheba e i suoi restanti seguaci si erano rifugiati, lo conquistò e uccise tutti i prigionieri. Dopo la fine della guerra la maggior parte dei Giudei fu allontanata dalla regione, tanto che la provincia, sino ad allora nota come Giudea per indicare l'etnia predominante, cambiò nome in Siria Palestina. Severo fu onorato degli ornamenta triumphalia e rimase governatore della provincia per qualche tempo.